# Sprechen & Kommunikation
Sprechen & Kommunikation ist eine peer-reviewte Open-Access-Fachzeitschrift der Deutschen Gesellschaft für Sprechwissenschaft und Sprecherziehung, die wissenschaftliche Artikel zu aktueller Forschung der Sprechwissenschaft und Sprecherziehung sowie interdisziplinär verwandter Fachgebiete veröffentlicht. Sie löst damit die Online-Zeitschrift dgss@ktuell des Wissenschafts- und Berufsverbandes ab. Im September 2022 ging die Zeitschrift online und wird von einem Herausgebergremium, bestehend aus (sprech-)wissenschaftlichen Fachvertretern, betreut.
Die aktuellen Mitglieder des Herausgebergremiums sind (Stand 5/2023):
- Kerstin Kipp, Professorin für Angewandte Rhetorik und Sprechwissenschaft an der Staatlichen Hochschule für Musik und Darstellende Kunst Stuttgart
- Marita Pabst-Weinschenk, promovierte Sprechwissenschaftlerin an der Heinrich-Heine-Universität Düsseldorf
- Augustin Ulrich Nebert, promovierter Sprechwissenschaftler an der Westfälischen Wilhelms-Universität Münster
- Susanne Voigt-Zimmermann, Professorin für Sprechwissenschaft an der Martin-Luther-Universität Halle-Wittenberg